# Пассеизм
Пассеи́зм (фр. passé — прошлое) — условное обозначение направления в искусстве в начале XX века. Пассеизм обозначает пристрастие к минувшему, прошлому и равнодушное (враждебное или недоверчивое) отношение к настоящему и будущему.
Пассеизм характерен для искусства декаданса. Ярко проявился в творчестве Марселя Пруста (романы «В поисках утраченного времени»), Грегуара Леруа (поэтический сборник «Моё сердце плачет о прошлом») и других. Реакцией на пассеизм выступает футуризм (от лат. futurum — будущее).
Определённые нотки пассеизма присутствуют также в искусстве романтизма и прочее. Пассеизм родственен консерватизму.